# Keynesizm
Treść tego artykułu może nie być zgodna z zasadami neutralnego punktu widzenia.
Dokładniejsze informacje o tym, co należy poprawić, być może znajdują się w dyskusji tego artykułu.
 Po wyeliminowaniu niedoskonałości należy usunąć szablon [[Szablon:Dopracować|]] z tego artykułu.

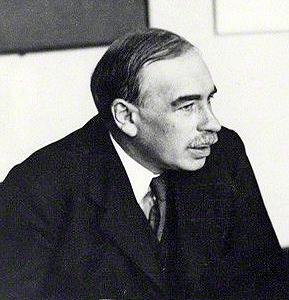
John Maynard Keynes (1883–1946) twórca keynesizmu

Keynesizm – szkoła makroekonomiczna, której inicjatorem był John Maynard Keynes. Postuluje zwiększanie wydatków rządowych netto, które, według zwolenników, są potrzebne, aby ożywić wzrost gospodarczy i uzyskać produkcję potencjalną. Została zaprezentowana przez Keynesa w publikacji „Ogólna teoria zatrudnienia, procentu i pieniądza” w 1936 roku. Była odpowiedzią na wielki kryzys, który wpłynął na gospodarkę światową w latach 30. XX wieku. Nowa teoria ekonomii zyskała dużą popularność wśród ekonomistów, którzy popierali interwencjonizm państwa. Stała się głównym nurtem polityki ekonomicznej po zakończeniu II wojny światowej i została połączona z ekonomią neoklasyczną. Obok keynesizmu wykształcił się postkeynesizm odrzucający modele neoklasyczne, wskazujący na konieczność budowy kolejnych modeli teoretycznych, na podstawie teorii Keynesa, zamiast umiejscowić ją w neoklasycznym paradygmacie długookresowym.

## Tło historyczne
Odrzucenie klasycznej ekonomii przez Keynesa wynikało z obserwacji gospodarek USA i Wielkiej Brytanii po I wojnie światowej, które zarządzane zgodnie z zasadami klasycznej ekonomii, nie osiągnęły wbrew tej teorii pełnego zatrudnienia. Przeciwnie, bezrobocie w tych państwach cały czas rosło, mimo teorii neoklasycznej o działaniu deflacji i elastyczności płac, która miała sprawić, iż gospodarka wróci do stanu pełnego zatrudnienia, nazywanego w paradygmacie neoklasycznym stanem równowagi ogólnej. Zdaniem Keynesa właśnie to zjawisko (słaby przyrost inwestycji i efektywności pracy przy jednoczesnym wzroście bezrobocia) zdecydowało o powstaniu wielkiego kryzysu światowego, ponieważ gospodarki popadły w błędne koło: oczekiwania podmiotów były słabe, przez co wydatki inwestycyjne były słabe. W wyniku tego, jeśli podaż inwestycji nie była dostateczna do utrzymania aktualnego zatrudnienia, to ostatecznie ono spadało, w wyniku czego wydatki konsumpcyjne spadały, a to ograniczało jeszcze mocniej inwestycje i koło się zamykało, aż do momentu odbicia w gospodarce, które nadchodziło bardzo powoli i nigdy nie osiągnie prawdopodobnie pełnego zatrudnienia, utrzymując poziom bezrobocia zawsze powyżej bezrobocia frykcyjnego i dobrowolnego, co oznacza bezrobocie przymusowe.

## Teoria keynesizmu
Podstawowym założeniem wspomnianej doktryny, jest to, że gospodarka kapitalistyczna jest z założenia niestabilna i nie ma tendencji do równowagi ogólnej, czyli produkcji potencjalnej, która oznacza, że gospodarka znajduje się w stanie pełnego zatrudnienia, oznacza to dość prosty fakt: na terenie danego kraju każdy, kto chce podjąć pracę wedle płac rynkowych ma taką możliwość, nie ma bezrobocia przymusowego. Wynika to z kilku aspektów, które są nieodłączne dla kapitalizmu, jak i innych modeli gospodarczych. Po pierwsze: tradycyjny model neoklasyków dotyczący elastyczności cen i płac, który głosi, że nieustanne ruchy cen i płac zapewniają stałe samooczyszczenie gospodarki. Wynika to z dalekiego echa prawa rynków Saya-Ricarda, które mówi, że produkcja poprzez strumień płac i zysków zapewnia zagregowany popyt na pakiet produktów o tej samej wartości, więc gospodarka poza stanem wojny albo innego kryzysu zewnętrznego, znajduje się stale w punkcie równowagi, oszczędności równają się inwestycjom. Jednak jak zauważył J.M. Keynes w “Ogólnej teorii zatrudnienia procentu i pieniądza”, płace i ceny są generalnie sztywne, nie mają tendencji do tego samooczyszczenia. Potwierdzają to badania empiryczne od dekad, ponieważ modele neoklasyczne są skrajnie abstrakcyjne dla firm, o czym one same wspominają. Nie zakładają w sobie efektów zewnętrznych, jak np. wpływ płac na wydajność.
Ceny są w większości przypadków oparte na kosztach, czyli przedsiębiorca zlicza wszystkie koszty, dodaje oczekiwaną marżę, przez co ta cena jest dostosowana per se do niego, a nie sytuacji na rynku. Im większe firmy, tym bardziej opierają się na planowaniu, a nie dostosowaniu do aktualnej sytuacji. Płace przez rozwój kapitalizmu stały się coraz bardziej stabilne, pomijając wpływ związków zawodowych i samych pracowników. Chociaż można zauważyć, że już na początku XIX wieku zaobserwowano pewną sztywność w płacach i niechęć w walce z robotnikami. Sami przedsiębiorcy są nieprzychylni obniżaniu płac, przez co w warunkach oligopolistycznego kapitalizmu, firmy, a zwłaszcza korporacje, podejmują decyzje o obniżeniu produkcji i zatrudnienia w warunkach kryzysu, co powoduje kolejne spadki zagregowanego popytu i kolejne przyrosty bezrobocia. Skutkować to będzie stale pogarszającą się sytuacją gospodarczą, jeśli nie wystąpią zewnętrzne czynniki, które umożliwiają odbudowę, albo nie nastąpi interwencja rządu. Sytuacja będzie się stabilizować a oczekiwania poprawiać, zajmie to jednak sporo czasu i najprawdopodobniej gospodarka ustabilizuje się w punkcie dalekim od pełnego wykorzystania czynników produkcji, przez co nadal będzie występować bezrobocie przymusowe, a niedługo potem nastąpi kolejna recesja.
Kolejnym aspektem przemawiającym za tendencją do braku stanu równowagi ogólnej, jest sam człowiek. Nie mamy dostępu do wszystkich informacji, a nasze oczekiwania w niepewnym świecie są subiektywne. Opieramy nasze oczekiwania na prawdopodobieństwie czy podświadomości, a to nie musi i nie jest zawsze optymalne, nie tylko z perspektywy jednostki, ale również całego społeczeństwa. Przez ten akt często podaż inwestycji niezbędna do stanu równowagi nie następuje, w obawie o płynność i straty podejmuje się decyzje o nieinwestowaniu i przeznaczeniu kapitału na aktywa finansowe czy też większą płynność, które nie przekładają się na wzrost produkcji i zatrudnienia, a także utrzymanie nawet aktualnego poziomu zatrudnienia w gospodarce. Na skutek tego system rynkowy staje się niestabilny, nagły boom wywołany może zmienić się w bańkę spekulacyjną, a recesja zmienia się w załamanie.
W analizie keynesizmu, wbrew dość popularnym twierdzeniom dominują inwestycje, Keynes poświęcił niewiele uwagi konsumpcji, skupiając się na inwestycjach, ponieważ twierdził, że generalna skłonność do konsumpcji jest stabilna, a to inwestycje się wahają. W ogólnej teorii pisał, że za zachętę do inwestycji odpowiada „krańcowa efektywność kapitału”, czyli przewidywana rentowność inwestycji, na którą składają się:
1. Koszt pozyskania kapitału
2. Zmiany technologiczne
3. Oczekiwania i zaufanie
4. Popyt na towary/usługi
5. Stawki podatków
Keynesizm uznaje, że lekarstwem na niepełne zatrudnienie i odchylenie od produkcji potencjalnej, jest prowadzenie antycyklicznej polityki fiskalnej i monetarnej, które mogą stabilizować zatrudnienie i produkcje, aby jak najbardziej zbliżyć się do produkcji potencjalnej i tłumić możliwą inflację.
Jeśli chodzi o kwestię polityki fiskalnej w gospodarce, w obrębie keynesizmu mowa jest o aktywnej polityce fiskalnej i pasywnej. Państwo zmianami swoich wydatków i wpływów wpływa na całą gospodarkę. Działanie pasywne polega na tym, że państwo automatycznie dostosowuje się do zmiennych gospodarczych. W warunkach recesji spadają wpływy podatkowe i rosną wydatki, z powodu wzrostu świadczeń socjalnych, dzięki czemu automatycznie, deficyt budżetowy zmniejsza rozmiary spadku produkcji. Analogicznie w czasie dobrej koniunktury rosną wpływy podatkowe i spadają wydatki, co tłumi inflację i stabilizuje budżet.
Aktywna polityka fiskalna polega na tym, że rząd obserwując zmiany gospodarcze aktywnie dostosowuje swoje wydatki do sytuacji. W trakcie recesji rząd może określić o ile w wyniku spadku wydatków sektora prywatnego, wyniknie spadek produkcji i zatrudnienia, przeprowadza swoje inwestycje, które w formie płac zatrudnionych i zysków firm pozwala poprzez również działanie mnożnika wydatkowego, określić o ile wzrosną wydatki globalne w gospodarce, z powodu wzrostu dochodu. W wyniku tych działań rośnie produkcja z powodu dodatkowego popytu w gospodarce, a z tego wynika wzrost zatrudnienia. W przypadku istnienia wyraźnej inflacji popytowej, równoważy się budżet na tyle, by stłumić inflację, ograniczając wydatki globalne sektora prywatnego.
Polityka monetarna to wszystko, co dotyczy sektora finansowego i banków. Polega na dostosowaniu stopy procentowej, czyli kosztu pozyskania kapitału (czy też kosztu, po jakim banki mogą pozyskiwać dodatkowe pieniądze na kredyty) do sytuacji gospodarczej. Im niższe stopy procentowe, tym teoretycznie wyższa rentowność inwestycji, ale również w przypadku produkcji potencjalnej wyższa inflacja. Wtedy się stopniowo podnosi stopę procentową, by zmniejszyć opłacalność zaciągania długu. Pojawiają się tu również takie kwestie, jak operacje QE, która polegają na masowym wykupie obligacji rządowych, zmniejszając koszty obsługi i zwiększając płynne rezerwy banków. Należy tu pamiętać, że podaż pieniądza jest endogeniczna, co oznacza, że państwo nie ma pełnej kontroli nad jego ilością w gospodarce. Można to sobie wyobrazić jako to, że pieniądz powstaje w czasie udzielenia kredytu.

## Efekt Keynesa
Gdy rośnie podaż pieniądza, nie są one wydawane na konsumpcję, lecz lokowane w papierach wartościowych. Wskutek tego rosną kursy akcji, a oprocentowanie spada. To z kolei wzmaga popyt na dobra inwestycyjne, co w rezultacie daje wyższe dochody. Za dodatkowe pieniądze utrzymujący się z płacy kupują więcej dóbr konsumpcyjnych, co pociąga za sobą wzrost cen. Tak opisuje Keynes mechanizm inflacji, ale zjawisku temu nie przypisuje zbyt wielkiego znaczenia.

## Rozwój i odwrót od keynesizmu
Teorie Keynesa zastosowano po raz pierwszy w praktyce w ramach polityki rządów japońskiego z 1930 r. i szwedzkiego z 1931 r. W 1933 zastosowały to również USA i III Rzesza. Znany jest tu new deal, ale w porównaniu nawet do niemieckiego keynesizmu wojennego, działania gabinetu Roosevelta są mało keynesowskie a bardziej spontaniczne.
Po II wojnie światowej keynesizm stał się wiodącą teorią makroekonomiczną. Zaczęło się nią posługiwać wiele rozwiniętych i rozwijających się krajów. W przypadku wielu z nich – zwłaszcza w USA, Japonii, Korei Południowej, Francja, Wielka Brytania – teoria ta zdawała się dawać dobre rezultaty, tworząc w latach 60. i 70. stabilne i dynamicznie rozwijające się gospodarki z niskim bezrobociem i inflacją.
W latach 70. XX wieku gospodarki zbudowane w oparciu o silny interwencjonizm zaczęły jednak cierpieć na liczne przypadłości, takie jak systematyczny wzrost bezrobocia przy jednoczesnym wzroście inflacji, oraz brak pozytywnej reakcji rynku na interwencjonistyczne pobudzanie. Stan ten wynikał głównie z szoku podażowego, czyli wprowadzenia embarga na ropę przez kraje OPEC. W wyniku tego koszty właściwie wszystkich produktów zaczęły rosnąć, przy jednoczesnym braku wolnych czynników produkcji. Wystąpiła wówczas tzw. stagflacja, czyli zastój gospodarczy, a nawet recesja przy jednoczesnym wzroście inflacji, które to przypadłości wydawały się wówczas niewytłumaczalne w świetle teorii Keynesa. To powstałe twierdzenie M. Friedmana jest stosunkowo błędne, z powodu faktu, że to Keynes analizował ceny pod wpływem kosztu wytworzenia. Problem w wyjaśnieniu i zwalczeniu stagflacji wynikał po pierwsze z neoklasycznej mikroekonomii, która ortodoksyjnie traktowała ceny w kategoriach popytu i podaży, oraz z trudności w możliwych wyjściach z tej sytuacji, przy niedostatecznej podaży surowca energetycznego, jakim jest ropa, trudno w krótkim okresie zrobić coś, by temu zapobiec.
Na skutek niezrozumienia przyczyn stagflacji, pod koniec lat 70. XX wieku nastąpił odwrót od teorii Keynesa, a popularność zaczęły odzyskiwać szkoły ekonomiczne wychodzące z zasad klasycznej ekonomii, w tym zwłaszcza monetaryzm i ekonomia neoklasyczna. Jednakże gospodarki takich państw jak USA nie odzyskały już tak wysokich realnych stóp wzrostu, jak w latach 50. i 60., a Stany Zjednoczone zaczęły z konieczności (spadek wewnętrznych oszczędności przy jednoczesnym zwiększeniu wydatków, głównie militarnych) finansować swój wzrost gospodarczy z kredytów zaciąganych za granicą.

## Keynesizm, interwencjonizm i jego skala
W latach 70. XX wieku dolar amerykański był nadal walutą powiązaną ze złotem na poziomie rozliczeń międzynarodowych. Ograniczało to możliwość nieograniczonego interwencjonizmu w myśl głoszonych przez Keynesa zasad: kreacja popytu w postaci wzrostu podaży pieniądza i napędzania w ten sposób popytu. Z problemem tym poradzono sobie odchodząc w tym okresie zupełnie od powiązania walut ze złotem i rozpoczęła się era pieniądza fiducjarnego, w skrócie nazywanego papierowym. Umożliwiło to urzeczywistnienie postulatów Keynesa w pełnym zakresie, dając rządowi nieograniczoną możliwość kreacji pieniądza.

### USA i Keynes obecnie
W USA pojawiły się po tych zmianach, nieznane dotąd, deficyt obrotów z zagranicą i dług zagraniczny, co w połączeniu z wysokim deficytem budżetowym doprowadziło do takich zjawisk, jak spadek kursu dolara USA wobec euro. Stany Zjednoczone Ameryki przestały być bankierem i „fabryką” świata, a stały się jego największym dłużnikiem, importując (głównie na kredyt) coraz więcej wyrobów przemysłowych z Chin i Unii Europejskiej oraz usług z Indii.
Według badań Michala Valentíka przeprowadzonych w 2012 roku w latach 1947–1952 każdy pożyczony (m.in. w ramach wydatków rządowych) dolar generował kolejnych 4,61 dolara. W 2012 roku jest to jedynie 0,08 dolara. W rezultacie państwa pogrążają się w spirali zadłużenia, nie generując równocześnie wzrostu gospodarczego.
Według czeskiego ekonomisty Tomáša Sedláčka rozpowszechniona w XX wieku forma interwencji państwowej to „keynesizm z nieprawego łoża”, który w pełni korzysta z deficytu budżetowego, niezależnie od koniunktury gospodarczej, ale ignoruje postulat gromadzenia nadwyżek budżetowych w celu stymulowania gospodarki w czasie kryzysu. Sedláček wskazuje również na podobieństwo filozofii budżetowej keynesizmu do przypowieści o siedmiu krowach tłustych i siedmiu krowach chudych z 41. rozdziału Księgi Rodzaju w Biblii.